# Долинка (Алтайский край)
Долинка — село в Благовещенском районе Алтайского края. Входит в состав Новокулундинского сельсовета.

## Население
| 1997 | 1998 | 1999 | 2000 | 2001 | 2002 | 2003 |
| ---- | ---- | ---- | ---- | ---- | ---- | ---- |
| 564  | ↘552 | ↗561 | ↘557 | ↗577 | ↘555 | ↗584 |
| 2004 | 2005 | 2006 | 2007 | 2008 | 2009 | 2010 |
| ↘556 | ↘514 | ↘505 | ↘474 | ↗494 | ↘427 | ↘390 |
| 2011 | 2012 | 2013 |      |      |      |      |
| ↗392 | ↘371 | ↘357 |      |      |      |      |

## История
Основано в 1912 году. В 1928 г. деревня Долиновка состояла из 47 хозяйства, основное население — украинцы. Центр Долино-Чернавского сельсовета Благовещенского района Славгородского округа Сибирского края. В 1960-е года присоединено немецкое село Чернавка.